# Jüdische Gemeinde Öhringen
Die jüdische Gemeinde Öhringen bildete sich in der zweiten Hälfte des 19. Jahrhunderts und erlosch durch die Judenverfolgung zur Zeit des Nationalsozialismus.

## Geschichte
Juden sind in Öhringen bereits im hohen Mittelalter nachgewiesen. Beim Rintfleisch-Pogrom 1298 wurde auch eine unbekannte Zahl von Juden aus Öhringen ermordet. Im Zuge der Pestpogrome 1348/49 erlosch die mittelalterliche Gemeinde wohl vollends, so dass 1353 das alte Öhringer Spital am vormaligen Platz der Synagoge errichtet werden konnte. Nachdem die Grafen Kraft und Albrecht von Hohenlohe sich 1455 darauf geeinigt hatten, ohne die Zustimmung des jeweils anderen keine Juden mehr in ihrem Territorium aufzunehmen, sind nur noch vereinzelt Juden in Öhringen anzutreffen.
Die neuzeitliche jüdische Gemeinde bildete sich dann durch den Zuzug von Juden nach deren rechtlicher Gleichstellung im 19. Jahrhundert. 1869 gab es acht Juden in Öhringen und es wurde offiziell eine Gemeinde gegründet. In den nachfolgenden Jahren zogen zahlreiche Juden aus umliegenden Landgemeinden in die Stadt. 1886 lebten bereits 180 Juden in Öhringen, danach blieb die Gemeindegröße in etwa stabil. 1888 erwarb die jüdische Gemeinde das Gasthaus Sonne und baute es zur Synagoge um. Die Öhringer Juden hatten ihr Begräbnis anfangs auf dem Verbandsfriedhof in Affaltrach, ab 1911 bestand ein eigener jüdischer Friedhof in Öhringen.
Die jüdischen Mitbürger waren in Öhringen voll integriert. Zu den jüdischen Betrieben in Öhringen zählten neben zeitweise bis zu 13 Viehhandlungen u. a. die Schuhfabrik Einstein, die Lack- und Farbenfabrik Thalheimer, die Tabakhandlung von Max Blum, der Weingroßhandel von Julius Israel, die Getreidehandlung der Brüder Bloch, die Bäckerei Kaufmann, das Textilwarengeschäft von Max Kochentaler, die Getreidegroßhandlung Lämmle, die Metzgerei von Seligmann Weil und das Warenhaus Schlesinger. Julius Bloch war Gemeinderatsmitglied.

## Nationalsozialistische Verfolgung
Bereits ab 1923, nach der Gründung der NSDAP-Ortsgruppe in Neuenstein, kam es zu Anfeindungen der Öhringer Juden durch Nationalsozialisten, wogegen sich vor allem aus den Kreisen der Öhringer jüdischen Viehhändler Widerstand regte. Nach der Machtübernahme der Nationalsozialisten richtete sich am 18. März 1933 ein Überfall der Heilbronner SA, bei dem man angeblich nach Waffen suchte, vorrangig gegen die jüdischen Viehhändler der Stadt. Der Händler Siegfried „Siecher“ Herz, der schon 1923 in Handgreiflichkeiten mit Neuensteiner SA-Leuten verwickelt war, wurde dabei von den SA-Leuten unter Führung von Fritz Klein gedemütigt, misshandelt und schwer verletzt. Auch Herz’ Knecht August Hartmann, der Viehhändler Gustav Berliner und der Fabrikant Heinrich Einstein trugen schwere Verletzungen davon.
Im Weiteren folgt die Entwicklung in Öhringen der allgemeinen Entwicklung der Judenverfolgung im Deutschen Reich: die jüdischen Bürger hatten immer mehr Sanktionen und Boykottmaßnahmen zu erdulden und wurden aus Schulen, Vereinen und Geschäften gedrängt. Die jüdische Gemeinde unterhielt von 1936 bis 1938 eine Privatschule für ihre Kinder. Zuletzt kam 1938 auch der in Öhringen traditionell starke jüdische Viehhandel zum Erliegen.
In der Reichspogromnacht 1938 wurde die Öhringer Synagoge auf Anordnung des NSDAP-Kreisleiters demoliert und ihr Inventar auf dem Schillerplatz verbrannt.
Bis 1941 emigrierten etwa zwei Drittel der Öhringer Juden. Die Gemeinde löste sich 1939 auf, zuletzt wurde auch der größte, noch unbelegte Teil des jüdischen Friedhofs verkauft. 36 Juden aus Öhringen wurden im Zuge von Deportationen verschleppt, 33 von ihnen fanden dabei den Tod.
Die ehemalige Synagoge wurde später zum Jugendhaus umgebaut. An die jüdische Gemeinde erinnert heute in Öhringen auch die Merzbacherstraße, benannt nach dem jüdischen Arzt Dr. Julius Merzbacher, der über Frankreich 1943 nach Majdanek deportiert und dort ermordet wurde.